# Tiago Peñalba
Tiago Peñalba (23 de abril de 2004; Salta, Argentina) es un futbolista argentino que juega como defensor en San Martín de Tucumán, de la Primera Nacional.
Su posición principal es la de defensor central aunque también puede jugar como lateral derecho.

## Trayectoria

### Inicios
Después de realizar las categorías infantiles en Central Norte de su ciudad natal, Tiago Peñalba se une en 2018 a San Martín de Tucumán para terminar su formación como futbolista. Allí completó las categorías inferiores y fue parte del plantel que compite por la Liga Tucumana.

### 9 de Julio de Rafaela
Sin lugar en el conjunto tucumano, en 2023 se va a préstamo a 9 de Julio de Rafaela del Torneo Federal A, con los cuales disputó 15 partidos, 8 de ellos como titular, y anotó 1 gol, el 20 de agosto, en el empate 1 a 1 frente Boca Unidos, en un partido correspondiente al torneo de ascenso.

### Atlético Chicoana
Una vez terminada la competencia con 9 de Julio, se une a préstamo a Atlético Chicoana para disputar el Torneo Regional Federal Amateur 2023-24. Durante su estadía con el equipo salteño, disputó 6 partidos y anotó 1 gol.

### San Martín de Tucumán
Una vez terminado sus préstamos con los equipos de Rafaela y Chicoana respectivamente, y a pesar de tener una oferta para jugar en Central Norte de Salta, Peñalba se decide quedar a pelear por un puesto en San Martín, haciendo su debut en el club el 3 de febrero de 2024, en la victoria 1 a 0 frente Gimnasia y Esgrima de Jujuy, por la primera fecha del Campeonato de Primera Nacional 2024.
El 27 de abril marcó su primer gol con la camiseta "santa", al anotar el tanto que significó la victoria 1 a 0 frente Agropecuario, por la fecha 13 del torneo de ascenso.

## Estadísticas

### Clubes
Actualizado de acuerdo al último partido jugado el 17 de agosto de 2025.
| Club                        | Div.          | Temporada     | Liga  | Liga  | Liga   | Copas nacionales | Copas nacionales | Copas nacionales | Torneos internacionales | Torneos internacionales | Torneos internacionales | Total | Total | Total  |
| Club                        | Div.          | Temporada     | Part. | Goles | Asist. | Part.            | Goles            | Asist.           | Part.                   | Goles                   | Asist.                  | Part. | Goles | Asist. |
| --------------------------- | ------------- | ------------- | ----- | ----- | ------ | ---------------- | ---------------- | ---------------- | ----------------------- | ----------------------- | ----------------------- | ----- | ----- | ------ |
| 9 de Julio (R) Argentina    | 3.ª           | 2023          | 15    | 1     | 0      | —                | —                | —                | —                       | —                       | —                       | 15    | 1     | 0      |
| 9 de Julio (R) Argentina    | Total club    | Total club    | 15    | 1     | 0      | 0                | 0                | 0                | 0                       | 0                       | 0                       | 15    | 1     | 0      |
| Atlético Chicoana Argentina | 4.ª           | 2023-24       | 6     | 1     | 0      | —                | —                | —                | —                       | —                       | —                       | 6     | 1     | 0      |
| Atlético Chicoana Argentina | Total club    | Total club    | 6     | 1     | 0      | 0                | 0                | 0                | 0                       | 0                       | 0                       | 6     | 1     | 0      |
| San Martín (T) Argentina    | 2.ª           | 2024          | 15    | 1     | 0      | 1                | 0                | 0                | —                       | —                       | —                       | 16    | 1     | 0      |
| San Martín (T) Argentina    | 2.ª           | 2025          | 12    | 0     | 0      | 1                | 0                | 0                | —                       | —                       | —                       | 13    | 0     | 0      |
| San Martín (T) Argentina    | Total club    | Total club    | 27    | 1     | 0      | 2                | 0                | 0                | 0                       | 0                       | 0                       | 29    | 1     | 0      |
| Total carrera               | Total carrera | Total carrera | 48    | 3     | 0      | 2                | 0                | 0                | 0                       | 0                       | 0                       | 50    | 3     | 0      |
| 1. 2.                       |               |               |       |       |        |                  |                  |                  |                         |                         |                         |       |       |        |